# Junglebogens Junglebørn
Junglebogens Junglebørn, er en serie lavet ud fra Disney klassikeren 'Junglebogen'. I serien følger man dyrene fra den gamle Disney film, hvor de vokser op i junglen.
Serien vises til tider i Disney Sjov, på Disney Channel, Toon Disney, og Disney Junior.

## Danske stemmer
- Arthur – Michael Boesen
- Bagheera – Mikkel Christiansen
- Baloo – Simon Stenspil
- Hathi – Mikkel Weyde-Andersen
- Kaa – Andreas Hviid
- Shere Kahn – Andreas Nicolet
- Louie – Mathias Klenske
- Charlie – Bertel Abildgaard
- Markmus – Annevig Schelde Ebbe
- Stump – Donald Andersen
- Bedstemor Khan, Mungo – Vibeke Dueholm
- Dump – Peter Aude
- Lea – Annette Heick
- Mahra – Kirsten Cenius
- Benni – Marie Schjeldal
- Zaady – John Hahn-Petersen
- Winnifred – Mille H. Lehfeldt

Titelsang sunget af: Erann Drori